# Сабиниан
Вижте пояснителната страница за други личности с името Сабиниан.
За узурпатора на властта в Римската империя със същото име, вижте Сабиниан (узурпатор)
Сабиниан е римски папа от 604 до 606 г.
Папа Сабиниан е роден в Блера, Централна Италия. Той е изпратен от папа Григорий I за апостолически нунций в Константинопол, но изглежда не се справя със задачата и е отзован през 597 г. Вероятно е ръкоположен за папа на 13 септември 604 г.
Папа Сабиниан не е особено популярен, заради икономиите, които въвежда, въпреки че според Liber Pontificalis той раздава зърно в Рим по време на започнал глад. Италианският изследовател от 16 век Онофрио Панвинио му приписва въвеждането на обичая да се бият камбани в каноничните часове и при отбелазване на причастието.
|  | Тази страница частично или изцяло представлява превод на страницата Pope Sabinian в Уикипедия на английски. Оригиналният текст, както и този превод, са защитени от Лиценза „Криейтив Комънс – Признание – Споделяне на споделеното“, а за съдържание, създадено преди юни 2009 година – от Лиценза за свободна документация на ГНУ. Прегледайте историята на редакциите на оригиналната страница, както и на преводната страница, за да видите списъка на съавторите. ВАЖНО: Този шаблон се отнася единствено до авторските права върху съдържанието на статията. Добавянето му не отменя изискването да се посочват конкретни източници на твърденията, които да бъдат благонадеждни. |